# Magomed Azízov
Magomed Kurbánovich Azízov –en ruso, Магомед Курбанович Азизов– (Majachkalá, 12 de mayo de 1969) es un deportista ruso de origen daguestano que compitió en lucha libre. Ganó tres medallas en el Campeonato Mundial de Lucha entre los años 1994 y 1997, y cuatro medallas en el Campeonato Europeo de Lucha entre los años 1993 y 1997.

## Palmarés internacional
| Campeonato Mundial | Campeonato Mundial       | Campeonato Mundial | Campeonato Mundial |
| Año                | Lugar                    | Medalla            | Categoría          |
| ------------------ | ------------------------ | ------------------ | ------------------ |
| 1994               | Estambul (Turquía)       | Medalla de oro     | 62 kg              |
| 1995               | Atlanta (Estados Unidos) | Medalla de bronce  | 62 kg              |
| 1997               | Krasnoyarsk (Rusia)      | Medalla de bronce  | 63 kg              |
| Campeonato Europeo |                          |                    |                    |
| Año                | Lugar                    | Medalla            | Categoría          |
| 1993               | Estambul (Turquía)       | Medalla de oro     | 62 kg              |
| 1995               | Friburgo (Alemania)      | Medalla de oro     | 62 kg              |
| 1996               | Budapest (Hungría)       | Medalla de oro     | 62 kg              |
| 1997               | Varsovia (Polonia)       | Medalla de oro     | 63 kg              |